# Ringsberg
Ringsberg (tiếng Đan Mạch: Ringsbjerg) là một đô thị thuộc huyện Schleswig-Flensburg, trong bang Schleswig-Holstein, nước Đức. Đô thị Ringsberg có diện tích 5,26 km², dân số thời điểm 31 tháng 12 năm 2006 là 521 người.